# Campeonato Mundial de Ciclismo em Estrada de 1938
Os Campeonatos do mundo de ciclismo em estrada de 1938 celebrou-se na localidade holandesa de Valkenburg a 5 de setembro de 1938.

## Resultados
| Evento                     | Ouro                  | Ouro       | Prata                | Prata | Bronze                | Bronze |
| -------------------------- | --------------------- | ---------- | -------------------- | ----- | --------------------- | ------ |
| Provas masculinas          |                       |            |                      |       |                       |        |
| Homens - carreira em linha | Marcel Kint · Bélgica | 7h 53' 25" | Paul Egli · Suíça    | m.t.  | Leo Amberg · Suíça    | m.t.   |
| Amador - carreira em linha | Hans Knecht · Suíça   | 4h 51' 59" | Josef Wagner · Suíça | -     | Jan Demmenie · França | -      |